# Fritz-Encke-Volkspark

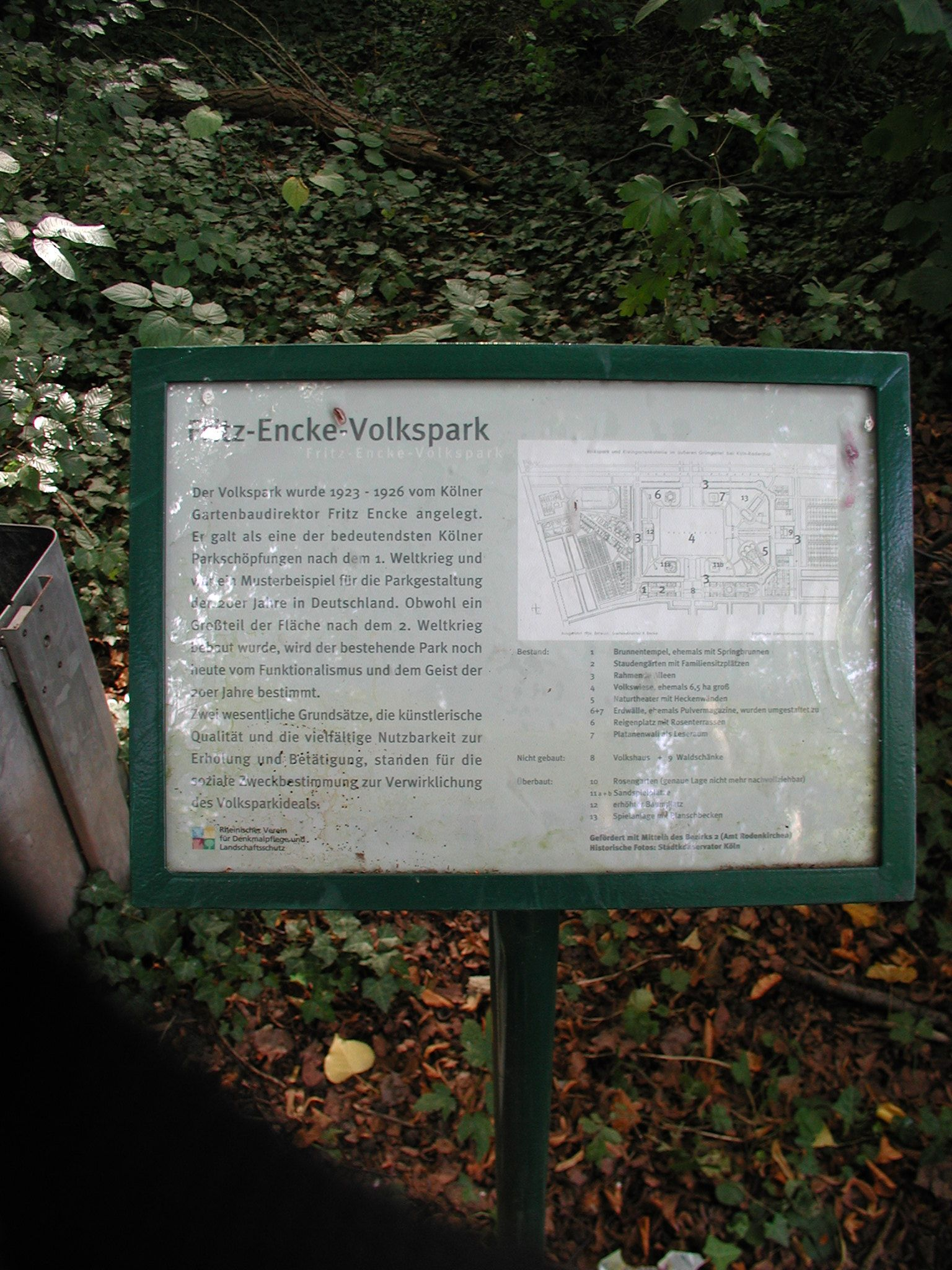
Infotafel

Der Volkspark Raderthal in Köln ist eine Parkanlage in der Linie des Grünzugs Süd, der den Inneren Grüngürtel im Süden Kölns mit dem Äußeren Grüngürtel verbindet. Der Volkspark liegt zwischen der Brühler und der Bonner Straße und grenzt im Süden an den Militärring. Er gehört damit noch zum Gebiet des äußeren Kölner Grüngürtels.

## Entstehung
Der Park wurde in den Jahren 1922/1926 vom damaligen Kölner Gartenbaudirektor Fritz Encke auf dem Gelände des ehemaligen Friedenspulvermagazins des Festungsrings Köln im Stadtteil Köln-Raderthal, jetzt zum Stadtbezirk Köln-Rodenkirchen gehörig, angelegt. Wichtig war damals die Idee des sozialen Grüns, ein Volkspark für weite Bevölkerungsschichten mit Spiel- und Lagerplätzen sowie einem in einen Rundtempel eingegliederten Brunnen.
1927 wurde der Rundfunksender Köln-Raderthal im Park anstelle der geplanten Kaffeewirtschaft aufgebaut und bis 1932 betrieben. Ein ebenfalls geplantes „Volkshaus“ am Haupteingang an der Nordseite des Parks wurde aus finanziellen Gründen nicht verwirklicht.

## Charakteristische Besonderheiten

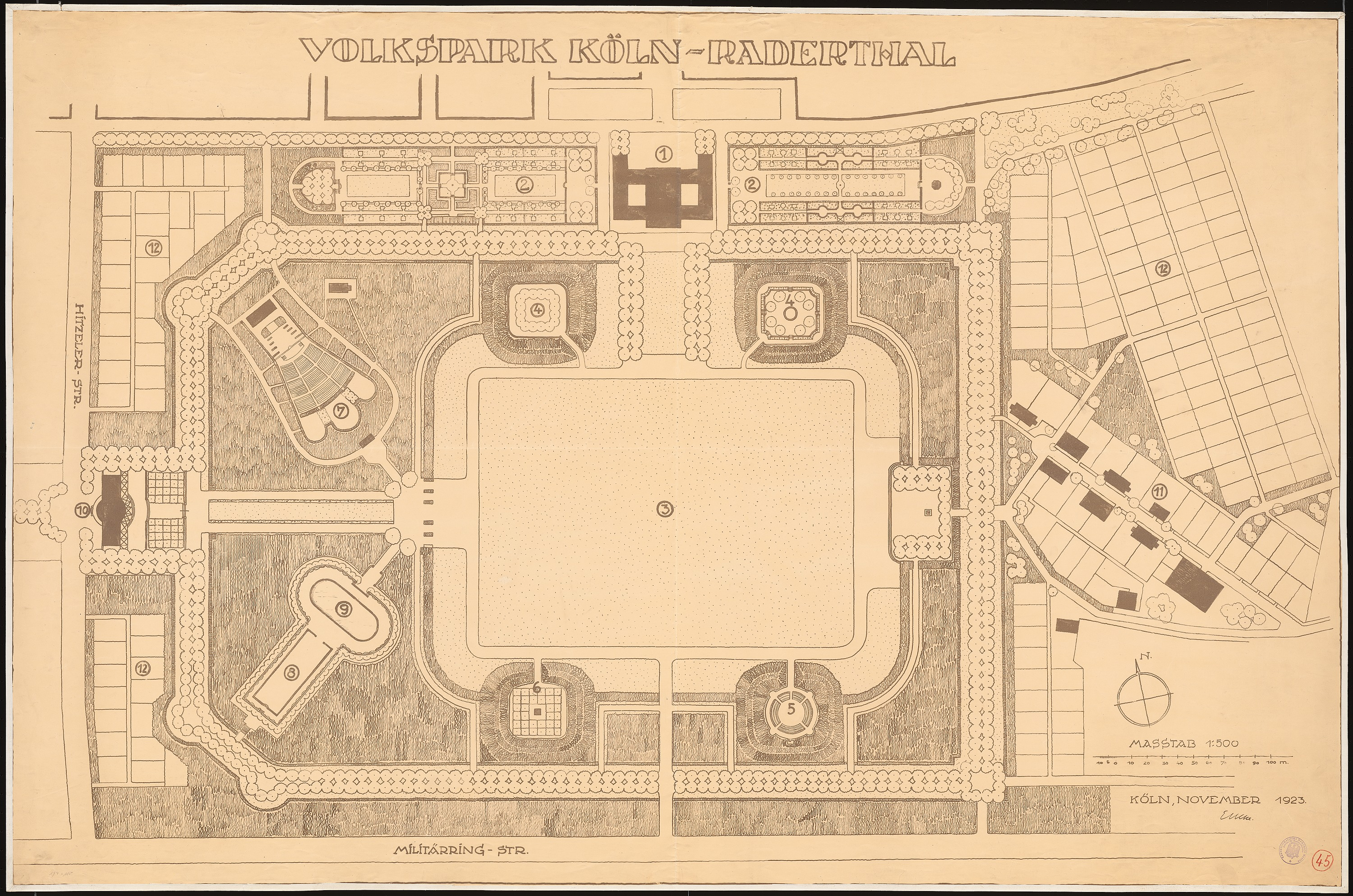
Fritz Enckes Planzeichnung des Volksparks Köln-Raderthal vom November 1923.

„Der neuzeitliche Volkspark kann sämtliche der Erholung und Betätigung im Freien dienenden Einrichtungen vereinen. Er muss so gestaltet sein, dass ein möglichst großer Teil der Grundfläche in irgendeiner Weise von den Besuchern wirklich benutzt werden kann“, schrieb Encke 1926 in einem Lexikonbeitrag. Der von ihm im November 1923 gezeichnete Lageplan des Volksparks Raderthal weist die wie folgt nummerierten Besonderheiten aus: 1. Volkshaus (nicht verwirklicht), 2. zwei Blumengärten (der westliche heute weitgehend überbaut), 3. Volkswiese, 4. zwei Spielplätze für kleine Kinder (beide der Bebauung geopfert; heute: ein neuer Spielplatz auf der Fläche der Volkswiese), 5. Tanzplatz (Reigenplatz), 6. Lesegarten, 7. Naturtheater, 8. großer Sandspielplatz (heute überbaut), 9. großes Planschbecken (heute überbaut), 10. Kaffeewirtschaft (zugunsten des Rundfunksenders nicht verwirklicht), 11. Wohnungen für Beamte und Arbeiter (Außenbereich), 12. Kleingärten (Außenbereich, heute meist überbaut). Da Encke auch die kulturelle Bildung zu den Aufgaben eines Volksparks zählte, schuf er in Raderthal als „benutzbare“ Parkflächen auch ein Naturtheater, einen Reigenplatz und einen Lesegarten. Gerade diese stellen für den Fritz-Encke-Volkspark ein „Alleinstellungsmerkmal“ von überregionaler Bedeutung dar.

### Die Blumengärten

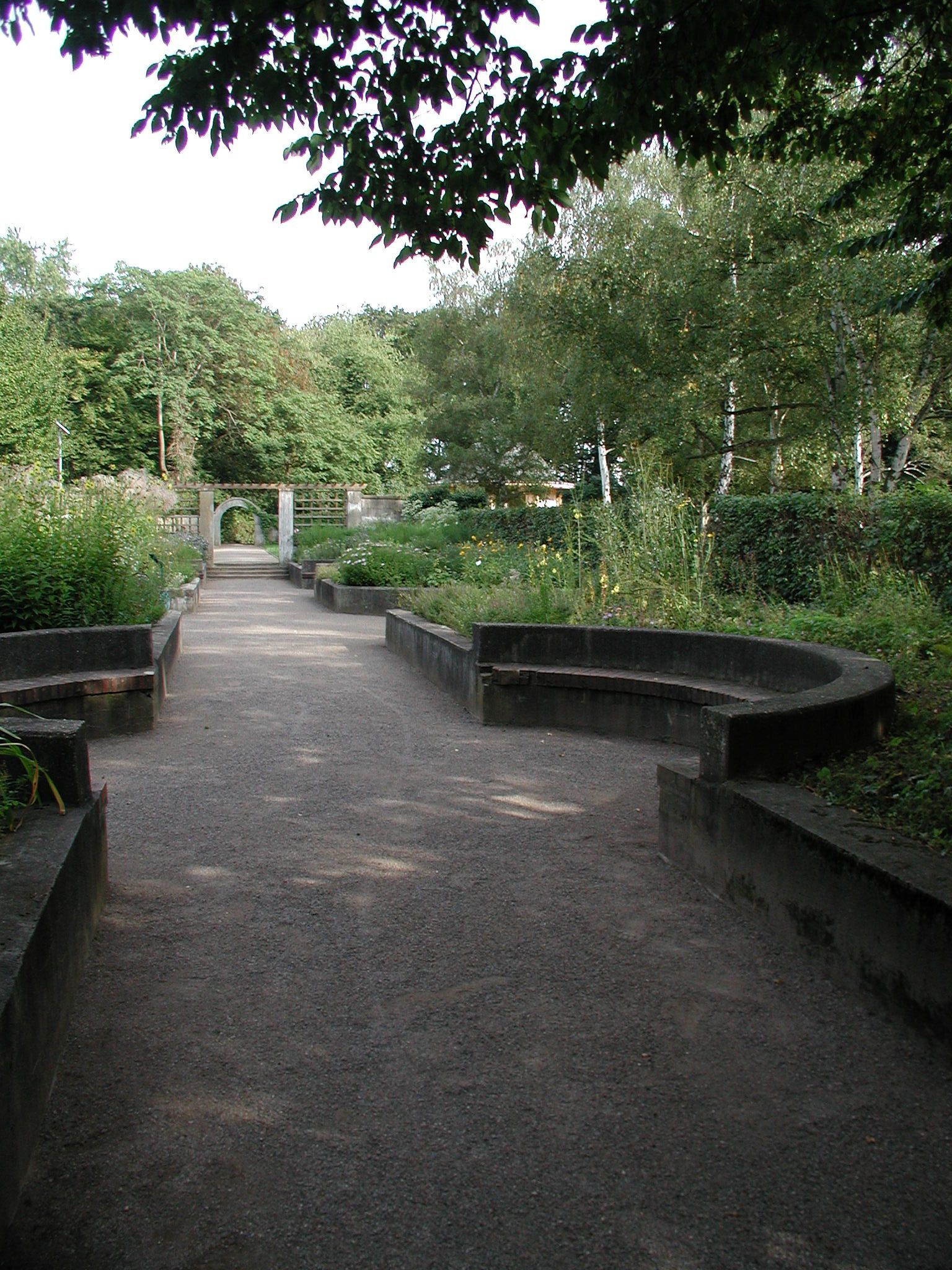
Staudengärten

Fritz Encke hatte seinen Volkspark – „in einer Großstadt, in der nur ganz wenig Menschen einen Garten beim Hause oder in dessen Nähe besitzen“ – im Eingangsbereich mit zwei Blumengärten ausgestattet. Diese zeigten „in farbenfrohem Durcheinander“ eine „üppige Blumenwildnis“. Für seine Absicht, „den Parkbesuchern in etwas die Reize des Hausgartens zu ersetzen“, war es dabei „gleichgültig, ob die Blumen Rosen oder die Blüten von Baum und Strauch, oder ob sie einjährige oder ausdauernde Kräuter“ sind.
Mit den Blumengärten wollte Encke „für die vielen nach Ruhe und intimerer Gartenfreude Dürstenden kleine, behagliche Räume mit reichem Blumenschmuck und vielen Sitzgelegenheiten“ schaffen. Durch die Einteilung in Beete und Abtrennung durch Hecken entstanden in den beiden Blumengärten insgesamt „zwölf Sondergärten von behaglicher Größe, die in Gruppen von je dreien vereinigt sind“ mit einem durchgehenden Mittelweg für einen „Rundgang durch alle Blumenräume“, darunter zwei Steingärten „für die meist polsterbildenden Alpenpflanzen“. Bei diesen wurde der Weg einen halben Meter vertieft angelegt, so dass die auf den dort angebrachten Rundbänken Sitzenden sich „mit dem Auge fast in gleicher Höhe mit den blumigen Steinbeeten“ befanden.
Fritz Encke hat versucht, „die Gartenlaube und den gerade für eine Familie ausreichenden Sitzplatz des Hausgartens“ in die Blumengärten des Volksparks zu integrieren: „Etwa drei Meter im Quadrat umfassende Plätzchen, durch Hecken oder Zäune abgegrenzt, zum Teil auch laubenartig gestaltet, […] auf schmalen Pfaden zugängig. In der Mitte steht ein kleiner feststehender Tisch, darum stehen vier bis sechs Stühle. […] Die beiden Gärten enthalten über fünfzig solcher intimen Ruheplätze, so dass etwa dreihundert Personen wie im Hausgarten in kleinen Gruppen Platz finden können mitten in Blumen.“

### Das Naturtheater

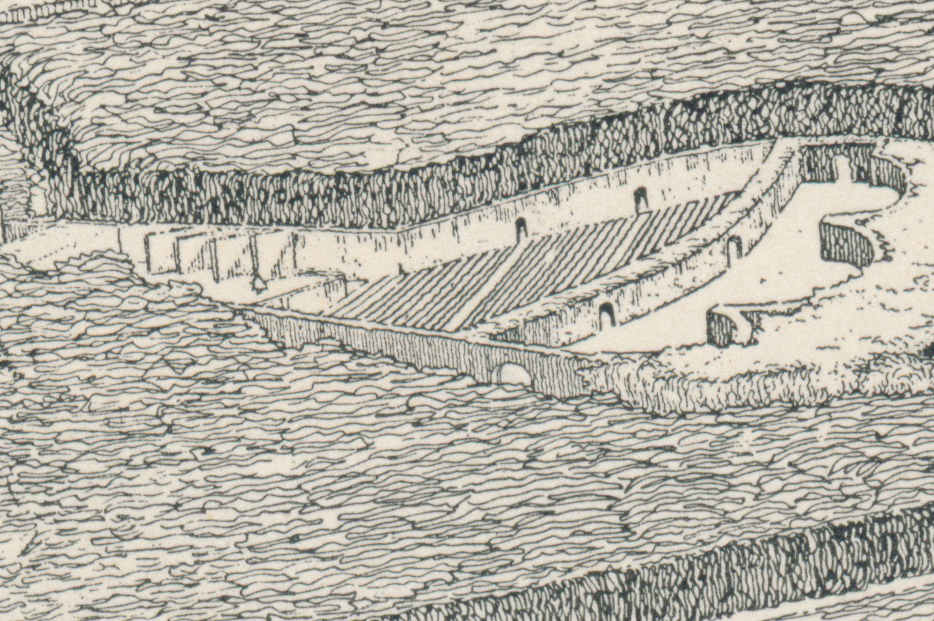
Das Naturtheater in der Vogelperspektive, Zeichnung von Fritz Encke November 1923

„Die Bühne wird von Baumwänden umschlossen, deren unbeschnittene Wipfel in den Bühnenraum hineinragen sollen. Die Kulissen sind Heckenwände. Die Sitzreihen des ansteigenden Zuschauerraums sind aus Rasen gebildet, auf dem später Bank- oder Stuhlreihen aufgestellt werden können. Zwischen Bühne und Zuschauerraum ist ein vertiefter Orchesterraum angebracht. Oberhalb der Sitzreihen ist ein geräumiges ‚Foyer‘ geschaffen.“
Bespielt wurde das Theater bis zum Zweiten Weltkrieg von der Raderthaler Volksbühne; ab den 1950er Jahren wurde es von den Briten als Open-Air-Kino benutzt. Die 1949–52 in und um den Park für die britische Besatzungsmacht errichtete Gartenstadtsiedlung führte neben sehr umfangreichen Flächenverlusten auch dazu, dass durch den Bau der englischen Schule (heute: Bundeswehrfachschule) das Naturtheater vom übrigen Park abgetrennt wurde. Zum 80. Jubiläum des Parks im Herbst 2004 wurde das Theater gartendenkmalpflegerisch saniert und kurzzeitig (durch das Pantao Großfiguren-Theater) wieder bespielt.
Durch seine besondere Akustik, die den Verzicht auf eine Verstärkeranlage erlaubt, ließe sich das Naturtheater heute beispielsweise „gut als Ort für Poetry-Slams“ nutzen und damit „gerade auch wieder bei jüngeren Menschen eine Verbindung von Natur und Kultur herstellen“, wie Karin-Bettina Encke, eine Enkelin des Gartenbaudirektors, in ihrer Ansprache zum hundertjährigen Bestehen des Parks hoffte. Dies setzt die laufende Pflege (Befreiung von Wildwuchs – insbesondere auch auf der Bühne und im Orchestergraben – und das Mähen des Rasens) durch das Amt für Landschaftspflege und Grünflächen der Stadt Köln voraus, wie dies in anderen Bereichen des Parks und namentlich beim Reigenplatz schon geschieht. Naheliegend wäre es aus gartendenkmalpflegerischer Sicht, das Naturtheater zu Lasten eines südlichen Randstreifens des Bundeswehrfachschul-Geländes im Sinne der ursprünglichen Parkanlage wieder mit der großen Volkswiese zu verbinden, den direkten Zugang wieder herzustellen.

### Der Tanzplatz (Reigenplatz)
Vier der Ringwallanlagen, die ursprünglich die Pulvermagazine (zum Schutz im Fall einer Explosion) umgaben, hatte Fritz Encke erhalten und in die Planung des Parks einbezogen. Die nördlichen beiden enthielten Kinderspielplätze und sind nach dem Krieg durch die Überbauung als solche verloren gegangen. „Über die beiden andern Rondellanlagen ist weihevolle Stille und Weltabgeschiedenheit ausgebreitet“, heißt es 1929 in einem Pressebericht. „Die eine ist der sogenannte Platanenring mit den schattenspendenden, kurzgeschnittenen Bäumen, die andere ist der ‚Tanzplatz‘, der mit besonderer Sorgfalt sehr geschmackvoll und idyllisch ausgestaltet ist. Einige Stufen führen zu dem runden Rasenplatz in der Mitte. Rund um ihn gruppieren sich die Blumenbeete. Zur Rosenzeit brechen dort tausende und abertausende Rosenknospen auf, leuchten in mannigfachen Farben, und ihr betäubender Duft ist eingeschlossen in dem engen Rund der kleinen Anlage.“
Fritz Enckes Vorstellung vom Tanzen im Freien war sicherlich geprägt durch die Kenntnis der Wandervogel- und Jugendbewegung der vorangegangenen zwei Jahrzehnte. Als „älteste Tanzart der Menschheit“ war der „vom Volk im Freien ausgeführte“ Reigen die naheliegendste Tanzform für einen Volkspark. Fritz Encke äußerte sich dazu wie folgt: „Der dritte (Ringwall) enthält einen runden, berasten Platz, auf dem einzelne Schulklassen oder Jugendvereine Reigen tanzen können, während von einer Kanzel aus lustige Weisen ertönen, und ringsum Kameraden zwischen übereinander angeordneten Rosenbeeten zuschauen können.“ Es war „Reigentanz bei Gesang und Fiedel“, den Encke sich hier vorgestellt hatte.
Nicht vorhersehen konnte Fritz Encke, dass sich ab Anfang der 1920er Jahre auch die Bewegungen und Schulen der Körperbildung, Gymnastik und des modernen künstlerischen Tanzes in öffentlichen Parks zu Übungen, Proben und Aufführungen einfanden. Bezeichnenderweise zeigen die in der neueren Literatur über diesen Park abgebildeten historischen Fotos des Reigenplatzes – „um 1930“ datiert – keine Reigentänze, sondern typische Gruppenbildungen des individuellen künstlerischen Tanzes in der Art von Mary Wigman oder Rudolf von Laban, zum Beispiel der Kölner „Schule für künstlerischen Tanz“ von Elisabeth Estas.
Heute wächst Rasen anstelle der – in der Pflege zu aufwändigen – Rosenbeete auf den vier kreisförmigen, aufsteigend um die runde Rasenfläche angelegten Terrassen. Sie eignen sich deshalb, wie einst nur vereinzelt zwischen den Beeten von Encke vorgesehen, als Sitzterrassen für ein Publikum und zeigen heute viel deutlicher die Anlage nach dem Vorbild antiker Amphitheater. Fritz Encke, der für die Entwicklung seiner Volksparks vom „Erlebnis des viel belebten Hydeparks in London“ angeregt wurde, hat für den vom alten südöstlichen Ringwall umgebenen Tanzplatz eine zugleich abgeschirmte und doch offen zugängliche „dancer’s corner“ geschaffen. Hier können alle Interessierten ohne Voranmeldung oder Formalitäten auf einer von der Natur umfassten Freilichtbühne Tanz proben oder aufführen, was insbesondere für ausbildende Institutionen wie das Zentrum für Zeitgenössischen Tanz der Hochschule für Musik und Tanz Köln, die freie Kölner Tanzszene, die Kölner Schulen für Tanz und Gymnastik, aber sicher auch für alle diejenigen, die Yoga, Qigong, Aerobic usw. allein oder in Gruppen gerne an der frischen Luft im Kölner Stadtgrün betreiben wollen, ein besonderes Angebot im Sinne der von Fritz Encke beabsichtigten praktischen „Volkspark-Benutzung“ darstellt. Der funktionsfähig erhaltene und frei für diesen Zweck nutzbare Tanzplatz im Volkspark ist in seiner Art einzigartig in Deutschland. Zum Parkjubiläum am 8. September 2024 zeigte eine private Kölner Ballettschule dort eine Aufführung und hatte hierzu sogar einen Tanzteppich mitgebracht, um auch Ballett (auf Spitzenschuhen) zeigen zu können: „Mit verschiedenen Informationsständen, musikalischen Beiträgen und einem Tanzauftritt im alten Reigentanzplatz lebte der Park wieder einmal richtig auf.“

### Der Lesegarten
„Auch ein Raum, in dem der Ruhesuchende ein Lesestündchen im Freien verbringen kann, ist vorhanden. […] Die Mitte wird ein kleines Bauwerk einnehmen, in dem die Tageszeitungen, wiederkehrend erscheinende Druckschriften und Bücher zum Lesen oder Ankauf ausliegen. Unter schattigem Baumdach sind Bänke und Stühle aufgestellt für Leser und Ruhesuchende.“
Der mit 20 – von ursprünglich 32 – Dachplatanen (Platanus hispanica) bewachsene Platz innerhalb eines weiteren Ringwalls bietet heute noch einen Ort der Ruhe, der aktuell mit zwei Gitterbänken zur Kontemplation und zum Lesen in der Natur zur Verfügung steht. Die Literatur (und ein Sitzkissen) muss man sich jedoch selbst mitbringen, da das „kleine Bauwerk“, eine Mischung aus Bibliothek und Buchhandlung, fehlt und heute dort auch nicht mehr betrieben werden könnte.

### Planschweiher, Sandspielplatz und Café
„Das Schönste aber am Raderthaler Volkspark […] [ist] der Planschweiher. Da tummelt sich die Großstadtjugend in lustigen Sprüngen. Sonne, Wasser und darin eine quicklebendig, frohgemute Kinderschar! […] Und gleich dabei ist das Paradies der Kleinen, ein riesengroßes tiefes Becken, vollgefüllt mit dem feinsten Sand. Die Kleinern ‚backen Kuchen‘, die Größern führen kunstvolle Burgen und Festungen auf. Drüben wird einer ‚begraben‘; bis an den Hals steckt er im Sand und scheint sich ganz wohlzufühlen. Lasst sie spielen in Sonne, Sand und Wasser, und ein Kinderherz ist überglücklich!“
Der von der Bevölkerung einst sehr gut angenommene, 1.200 m² umfassende Sandspielplatz und der daneben angelegte große Planschweiher sind der Überbauung zum Opfer gefallen. Das von Fritz Encke in der Nähe, am westlichen Endpunkt der Ost-West-Achse des Parks geplante Café wurde zugunsten der nur von 1927 bis 1932 betriebenen Rundfunkstation Raderthal nicht verwirklicht. Die links und rechts gepflanzten Lindenalleen sind noch vorhanden. Für das lange leerstehende Gebäude und sein 4.800 m² umfassendes Grundstück (Hitzelerstr. 125) sucht die Stadtverwaltung seit 2018 eine neue Nutzung: Es wäre das Naheliegendste, hier nun endlich das von Encke geplante (nur tagsüber zugängliche) Kaffeehaus zu eröffnen und mit einer kleineren Version des durch die Überbauung verschwundenen Sandspielplatzes mit Planschweiher zu ergänzen.

## Heutige Situation
Von der Bundesrepublik Deutschland wurde 1949–1951 für die britische Besatzungsmacht eine englische Gartensiedlung – nebst Schule – in westliche und östliche Randbereiche des Parks eingebaut, welche die ursprüngliche Anlage des Volksparks erheblich beeinträchtigt. „Später kamen noch Siedlungsbauten der Belgier hinzu.“ Die von bekannten Kölner Architekten entworfenen Offiziers-Familienhäuser wurden mittlerweile von der Bundesvermögensverwaltung bzw. Bundesanstalt für Immobilienaufgaben verkauft. „In den 1970er Jahren wurden dann noch die westlichen Sondergärten von der Stadt für den Bau von Einfamilienhäusern geopfert.“  1980 wurde der Park unter Denkmalschutz gestellt. Auch die Gartensiedlung wurde eigens von der Bezirksregierung unter Denkmalschutz gestellt mit der Maßgabe, dass auf den großzügig geschnittenen Grundstücken der Charakter des Parks bewahrt und der alte Baumbestand erhalten bleiben muss. Dennoch ist der Grundgedanke des „sozialen Grüns“ dauerhaft konterkariert: Ehemalige Offiziershäuser im Park sind begehrte Immobilien und erzielten hohe Preise, beispielsweise 2022 eine 11-Zimmer-Villa mit 2.000 m² Grundstück und 300 m² Wohnfläche: 2,2 Millionen Euro.
Nachdem der Park nahezu vergessen war, wurde er in gemeinsamem Bemühen des Rheinischen Vereins für Denkmalpflege und Landschaftsschutz und einer Bürgerinitiative zusammen mit dem Amt für Landschaftspflege und Grünflächen der Stadt Köln und unterstützt von der Bezirksvertretung Rodenkirchen seit 2001 mit Hilfe von Spendern und Sponsoren teilweise wiederhergestellt. Alle Neupflanzungen sind jedoch vom historischen Zustand noch weit entfernt: Der Park wies zeitweise „die höchste Artenvielfalt unter den Kölner Grünflächen auf. Man hatte hier 129 Wildpflanzen gezählt, 114 Kräuter und 15 Gehölze.“ Das vorerst letzte Kapitel war die Einweihung des restaurierten Tempels mit einem neuen Brunnen des Künstlers Şerban Rusu mit Edelstahlsockel und bronzener Brunnenschale am Tag des offenen Denkmals, am 10. September 2006, der unter dem Thema stand: „Rosen, Rasen und Rabatte, historische Gartenanlagen“. Mit einer Ende 2024 erfolgten großzügigen Förderung durch die Wilhelm H. Pickartz-Stiftung „sollen die acht historischen Sitznischen im Bereich der Staudengärten nach historischem Original restauriert werden und dafür Bankauflagen aus Holz erhalten.“ Wichtige Arbeiten stehen weiterhin an. Für die Wiederherstellung des Gesamtcharakters dringend notwendig ist eine erneute Verbindung der Hochbeete mit der Volkswiese. Hierfür muss der östliche Bereich der die beiden Teile trennenden Kardorfer Straße entsiegelt werden; sie wird schon lange nicht mehr von den britischen Besatzungstruppen benötigt und zur Bundeswehrfachschule und den gegenüberliegenden Privathäusern bliebe die Zufahrt von Westen aus gewährleistet; zudem ist sie im Asphalt im Ostteil ohnehin bereits stark beschädigt.
Zum Andenken an den Erbauer zahlreicher Kölner Grün- und Sportanlagen wurde der Park als eine seiner wichtigsten Schöpfungen im Jahre 2002 in „Fritz-Encke-Volkspark“ umbenannt.

## Würdigungen
- „Um eines sind [die südlichen Kölner Vororte Zollstock, Raderberg, Raderthal und Arnoldshöhe] jedenfalls zu beneiden: um ihre beiden schönen Parkanlagen, den Vorgebirgspark und den Raderthaler Volkspark. Dornröschenpark, Zauberpark und noch andere schöne Namen hat man dem letzteren gegeben. Und wirklich: was die städtische Gartenverwaltung nach dem Kriege aus diesem ehemaligen Festungsgelände gemacht hat, ist über alles Lob erhaben. [...] Ja, er ist herrlich und einzig schön, unser Raderthaler Volkspark [...].(1929)“[31]
- „Der Raderthaler Volkspark […] stellt zugleich einen Höhepunkt in Enckes gesamtem gartenkünstlerischen Schaffen dar. In ihm kommen zwei damals immer wieder geforderte und auch von Encke als wesentlich betrachtete Grundsätze überzeugend zum Ausdruck: vielfältige Nutzbarkeit und künstlerische Qualität.“[32]
- „Der ursprünglich nach dem Stadtviertel benannte Volkspark Raderthal […] galt als eine der bedeutendsten Parkschöpfungen nach dem Ersten Weltkrieg und als Musterbeispiel für eine zeitgenössische Parkgestaltung in Deutschland.“[33]
- „Encke schuf [hier] ein Lehrmuster für die Parkgestaltung der 1920er Jahre in Deutschland im Stil des Funktionalismus.“[34]
- „Herausragendes Dokument städtischer Gartenkunst der Weimarer Republik“[35]

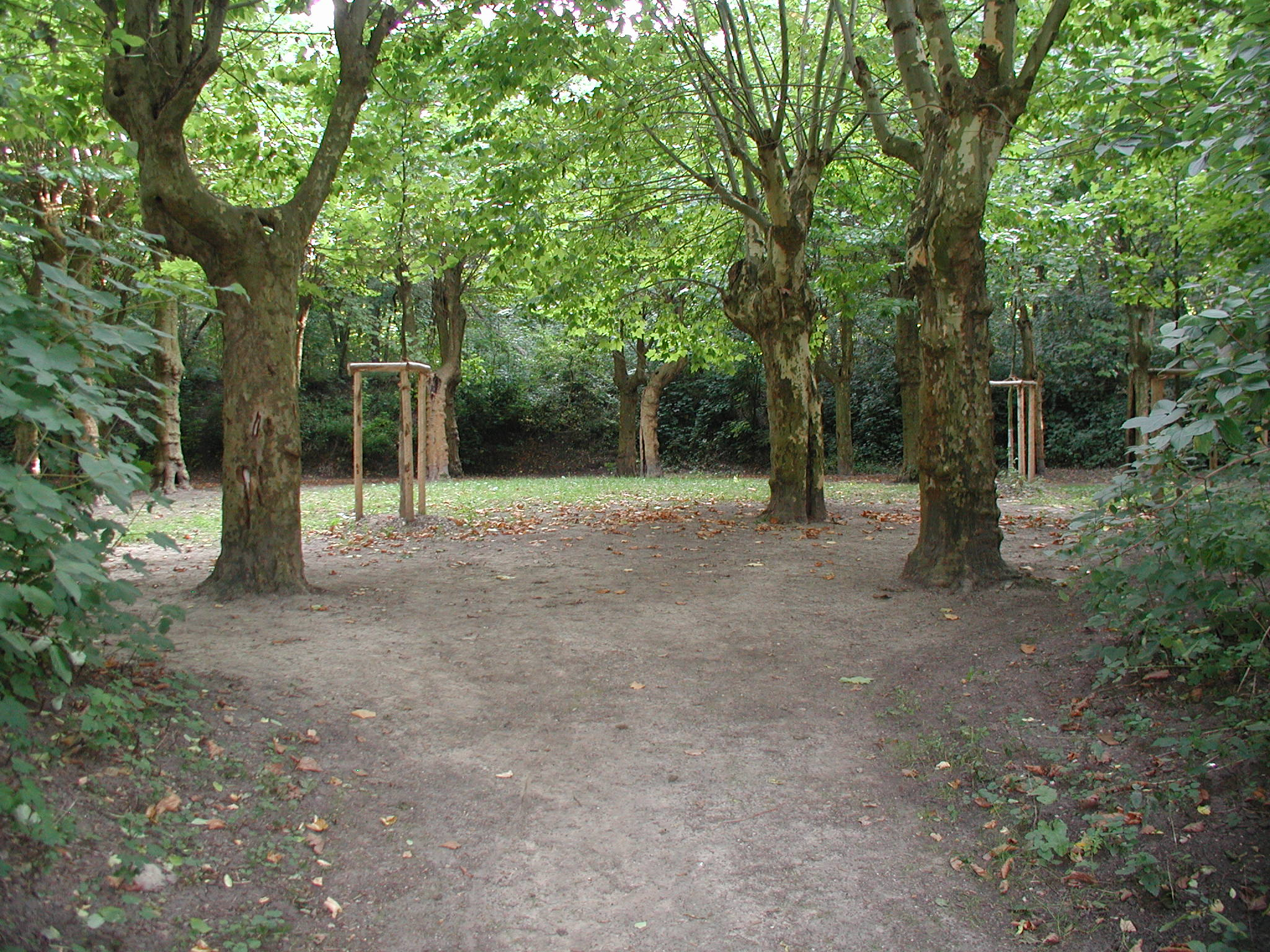
Platanen alt und neu
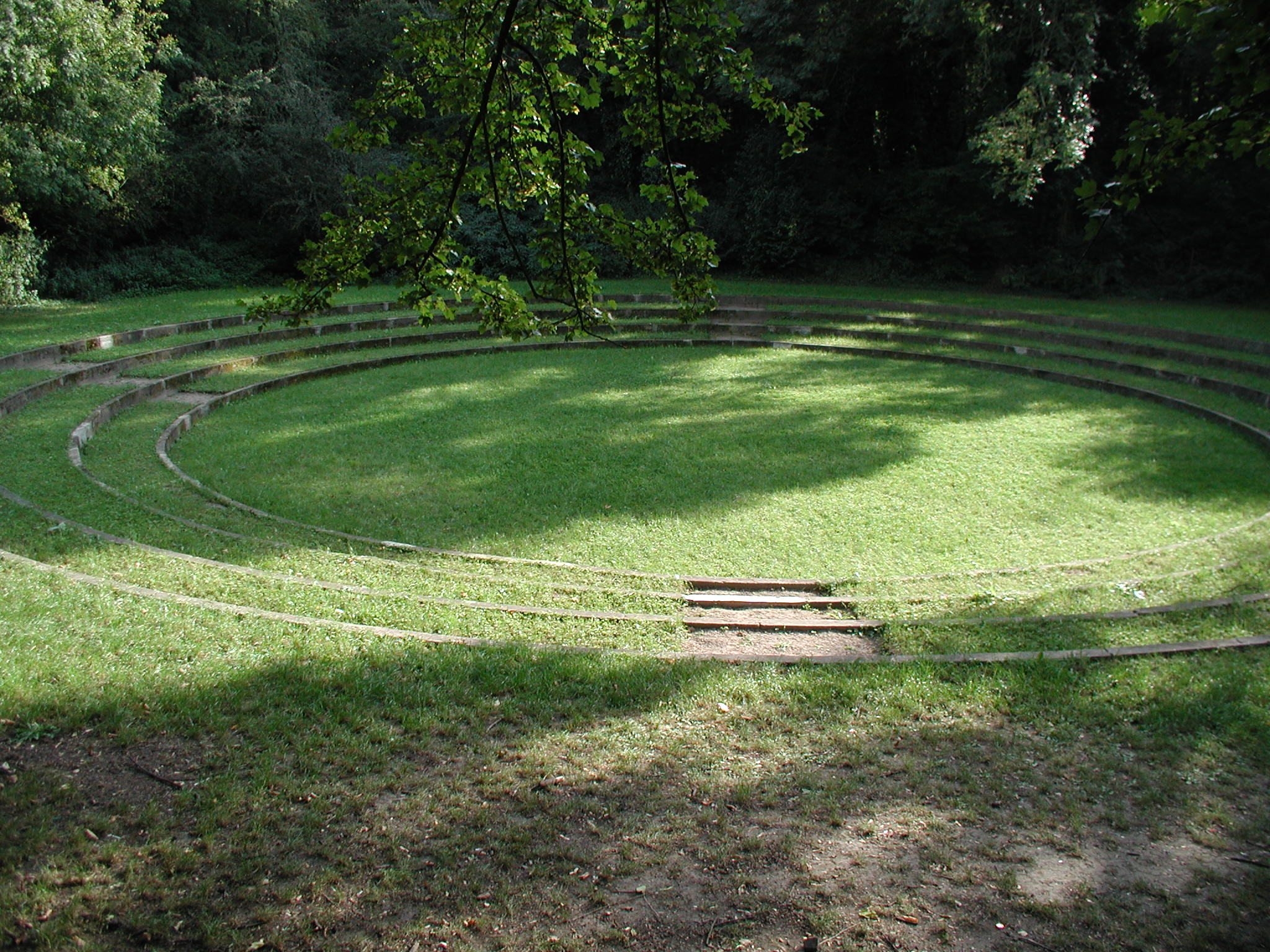
Reigenplatz
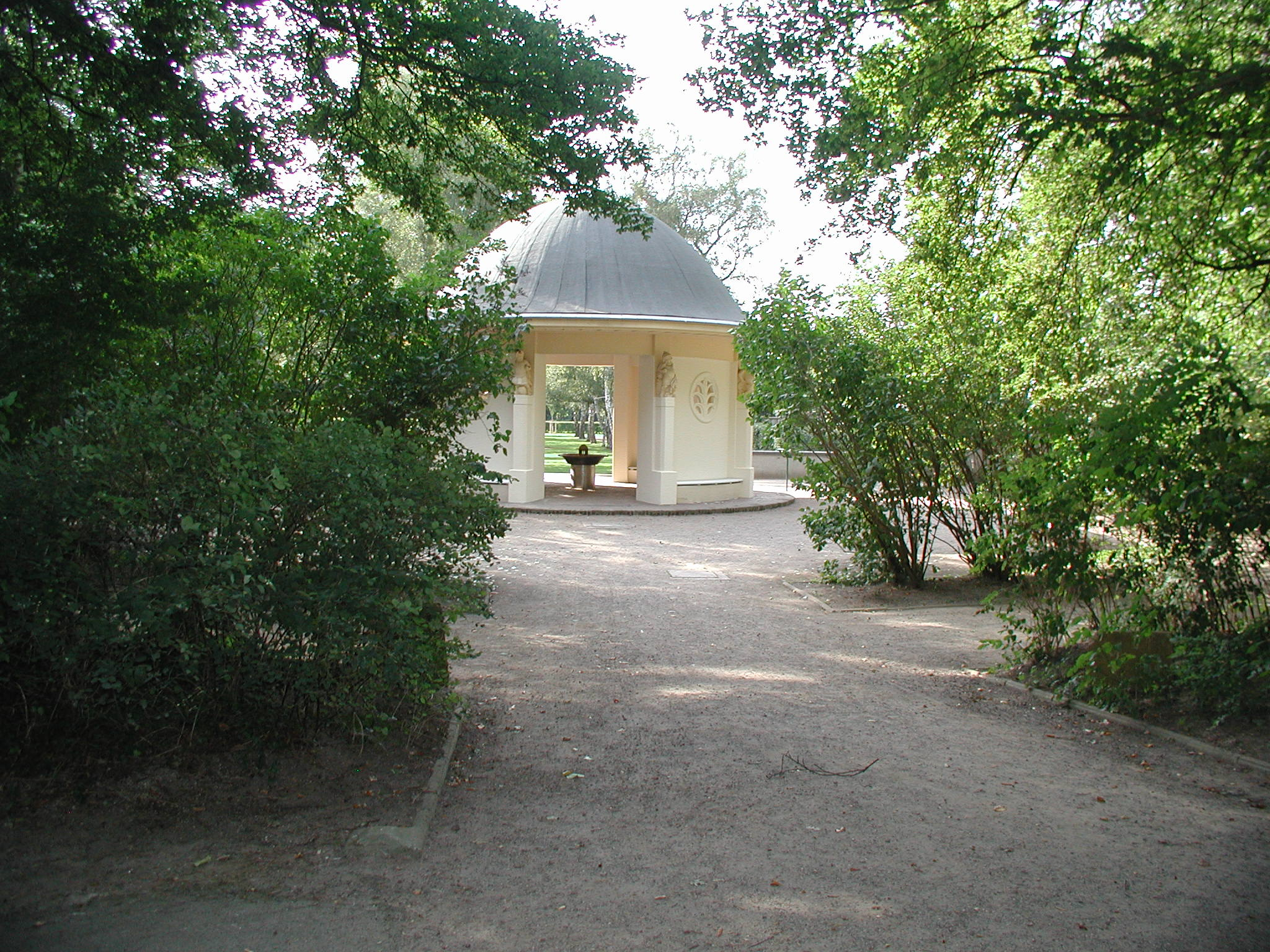
Brunnentempel
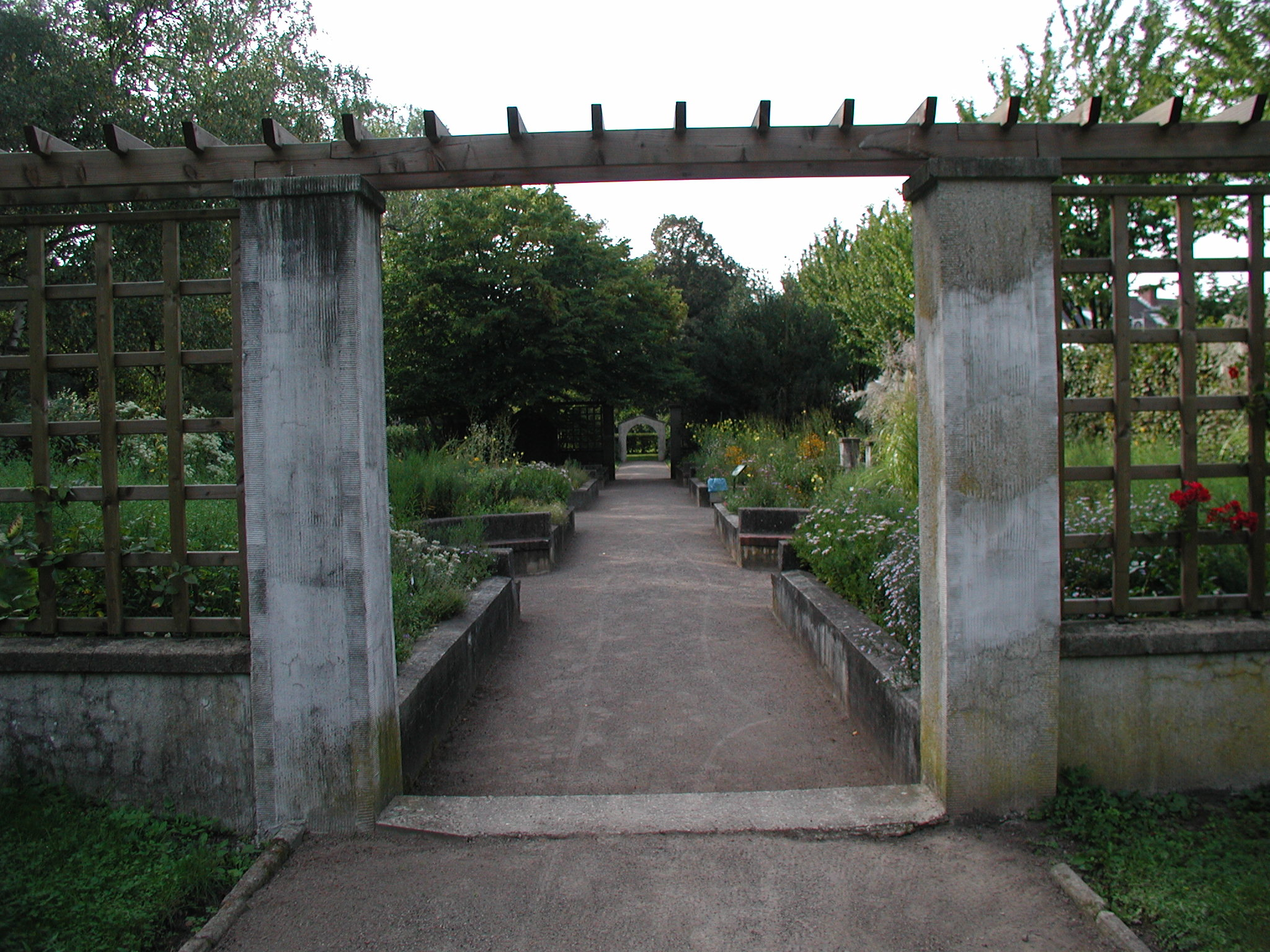
Staudengarten

## Medien
- Rheinhard Zeese: Historische Parks und öffentliche Gärten in Köln 1801 bis 1932, CD, LEB - Brühl, 2007